# Carpe commune
Cyprinus carpio
Pour les articles homonymes, voir carpe.
Espèce
Statut de conservation UICN

 VU A2ce : Vulnérable
La carpe commune (Cyprinus carpio) est une espèce de poissons téléostéens de la famille des cyprinidés. Le nom de Carpe peut aussi désigner plusieurs formes mutantes, hybrides et d'élevage plus ou moins domestiquées, avec par exemple la carpe cuir, la carpe miroir ou Band-Carp, ou la carpe koï qui est l'une des sous-espèces de poissons les plus anciennement domestiquées. Ces formes mutantes sont plus ovoïdes, au dos bossu et au ventre flasque, et caractérisées par des anomalies d'écaillures.
Cette espèce se nourrit sur le fond ou à proximité des fonds (espèce benthivore) et fréquente des habitats plutôt vaseux dans les eaux douces et eutrophes (et parfois saumâtres) d'Europe, d'Asie et d'Extrême-Orient.
Depuis le XIXe siècle, on la trouve en Amérique du Nord où elle a été introduite par l'Homme, en particulier en Californie où des spécimens ont été importés d'Allemagne dans les années 1870. Elle peut aussi avoir récemment et localement été introduite ailleurs pour la pêche en eau douce ou l'élevage et peut alors devenir fortement envahissante (en Australie par exemple où elle a été introduite). 
C'est l'un des poissons (avec la brème) qui tend à rendre l'eau trouble.

## Description

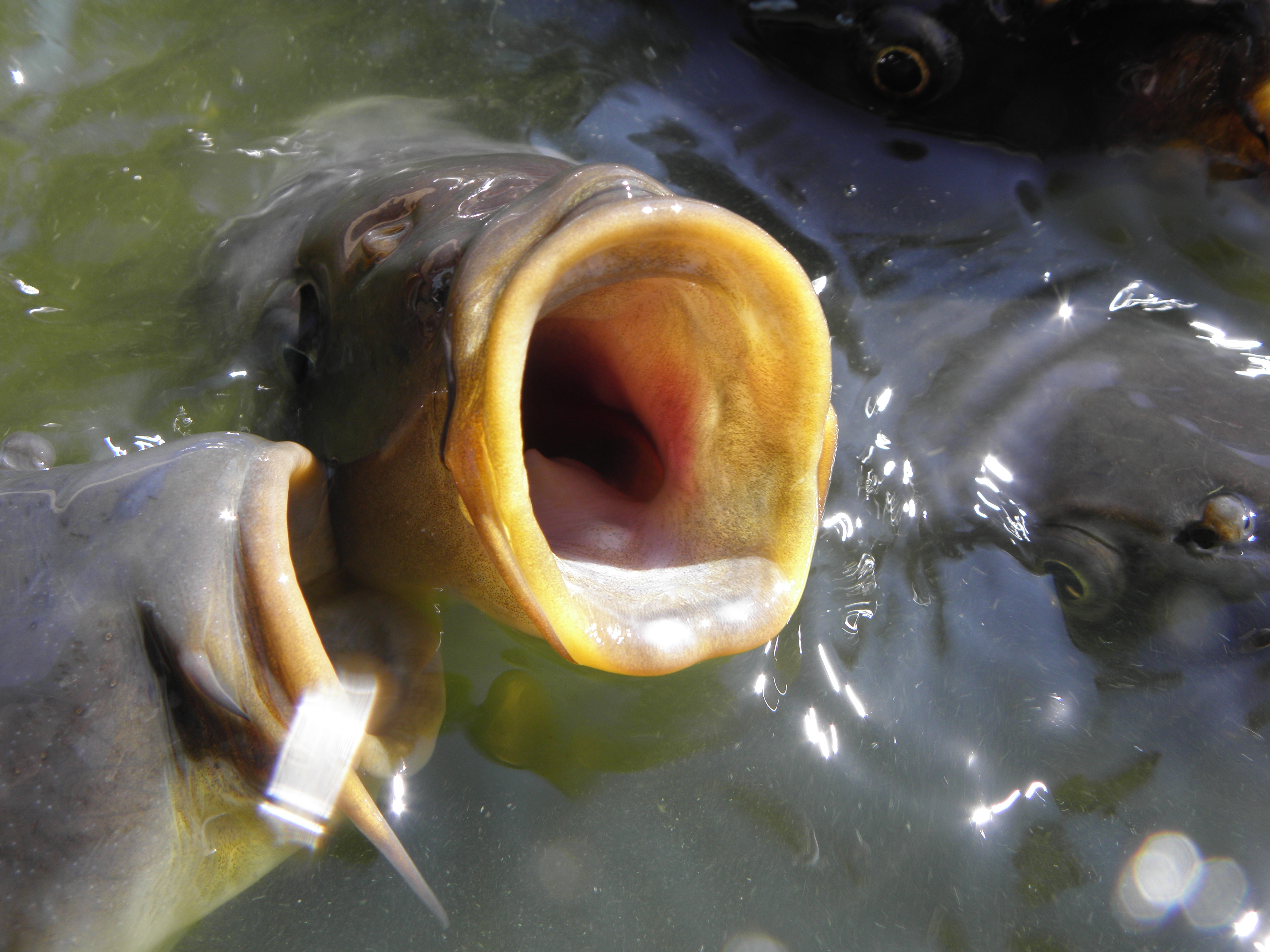
Bouche dépourvue de dents visibles, car elles sont pharyngiennes, et double paire de barbillons ; attributs typiques d'espèces omnivores plutôt benthivores

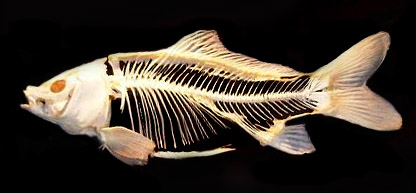
Squelette de carpe commune

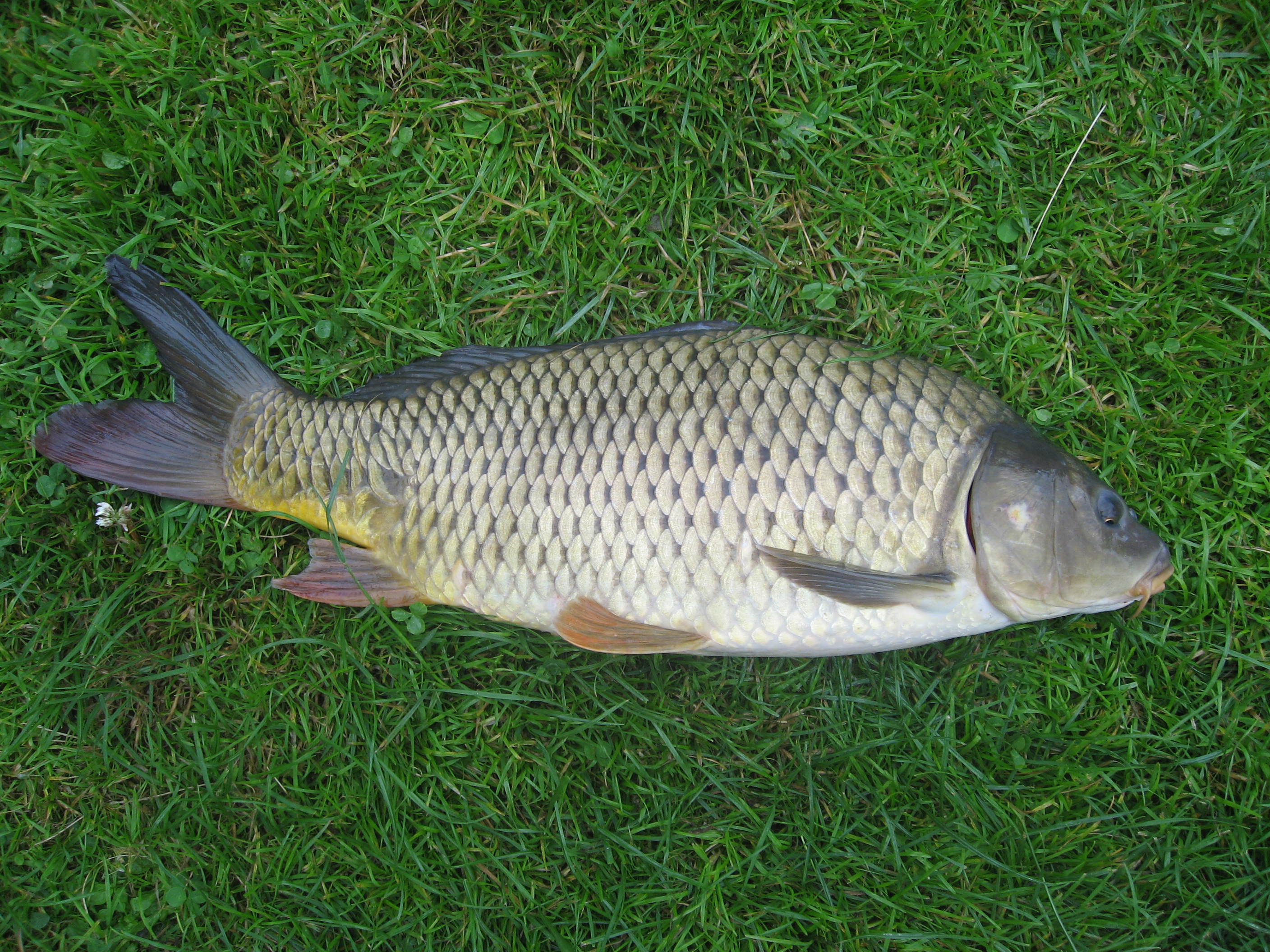
Une carpe sauvage

La carpe sauvage est dite commune, mais elle est aujourd'hui plus rare que les souches mutantes reproduites en pisciculture et introduites dans la nature via de nombreux empoissonnements destinés à la pêche de loisir et à certains élevages extensifs durant le XXe siècle. Elle a une forme plus allongée que la plupart des formes d'élevage et de pisciculture, une peau presque entièrement garnie de grandes écailles épaisses et bien visibles. La tête est conique et massive. La bouche est protractile (qui s’allonge vers l’avant) et entourée de lèvres épaisses ; elle est munie de 4 barbillons (filaments mous tactiles/sensitifs) dont la paire inférieure est plus longue, tous situés au niveau de la mâchoire supérieure. La bouche est dépourvue de dents visibles : celles-ci sont pharyngiennes et leur base, comme pour tous « les Cyprins présente un trou qui joue un rôle important dans le mécanisme du remplacement de la dent... Le pédicule de la dent de remplacement se porte vers ce trou, et comme ce pédicule est d'autant plus élastique que la dent est plus avancée dans sa formation, on conçoit qu'il tire celle-ci vers la place de celle qu'elle doit occuper... Tantôt... le remplacement a lieu à la place même de la dent tombée, à peu près comme dans les mammifères et reptiles. D'autres fois c'est à côté et d'une manière fort irrégulières, comme dans les brochets par exemple... »).
Elle possède des nageoires plutôt épaisses, opaques, souvent légèrement colorées de rouge-orangé et bien développées. La nageoire dorsale est longue, munie d'un rayon osseux et « barbelé » et de rayons plus longs à l'avant.
Sa couleur dominante est brunâtre, à reflets dorés ou verdâtres.
Sa taille moyenne est de 50 à 60 cm pour 8 kg, mais la carpe peut atteindre 44 kg pour des individus de 1 m environ. Les très gros spécimens sont particulièrement bien représentés sur les eaux françaises du domaine public avec plusieurs carpes dépassant les 35 kg et allant jusqu'à 44 kg. Seulement 2 poissons du domaine public dépassant la barre mythique de 40 kg ont été capturés. Sur le domaine privé, il y a cependant des poissons encore plus lourds qui se font capturer régulièrement.

## Histoire et distribution

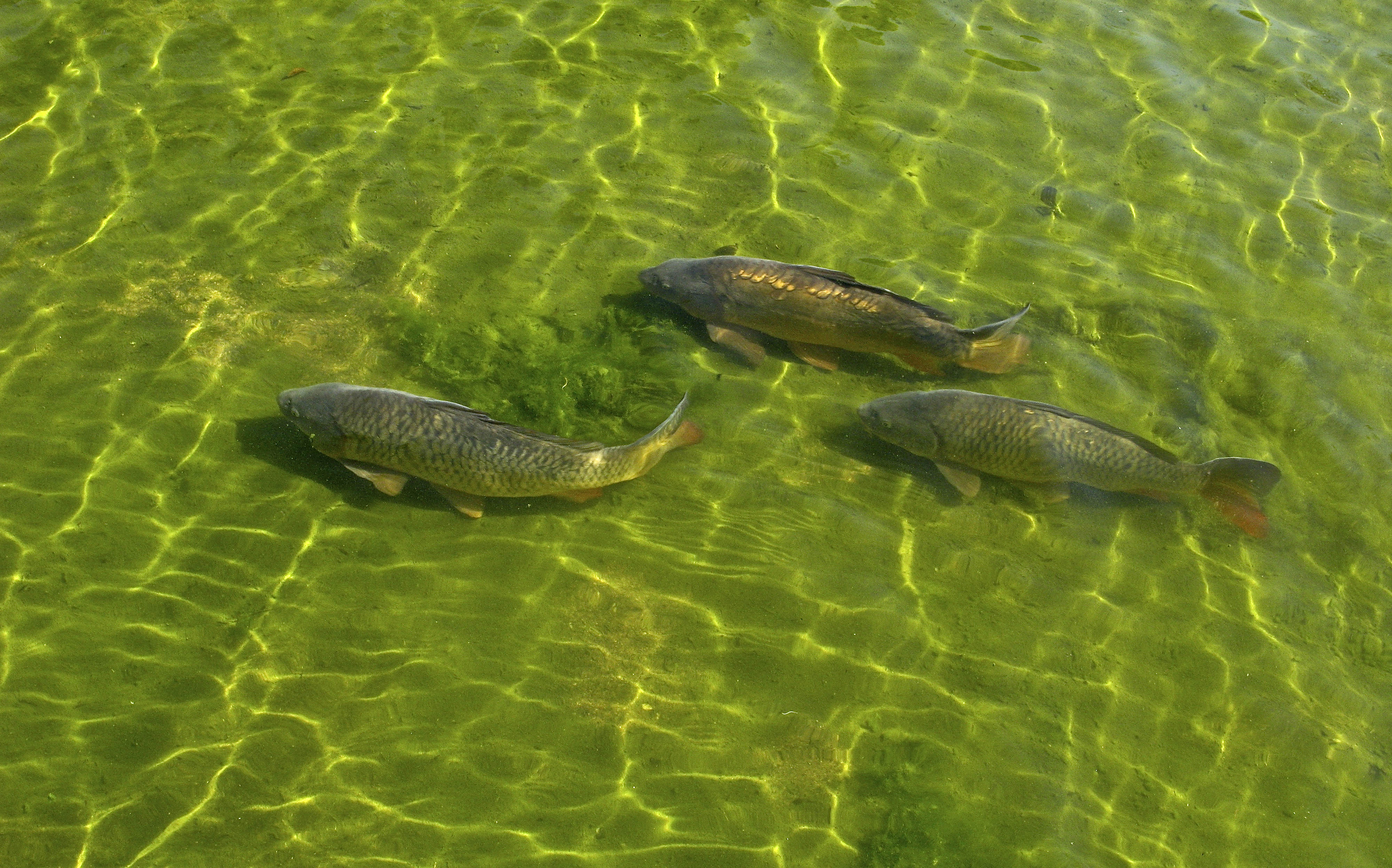
Carpes issues de manipulation de carpes communes (ici dans un étang de Dublin en Irlande)

Sujet d'élevages depuis le Néolithique et dans l'Antiquité, elle est sans doute originaire d'Asie occidentale et d'Europe de l'Est (Danube, mer Noire, mer Caspienne, mer d'Aral). Sa répartition est si large et son introduction ancienne qu'il est difficile de définir une région d'origine précise. Des fossiles ont été retrouvés dans l'ancien lit de la Seine[réf. nécessaire] , dans les tourbières d'Overijse[réf. nécessaire] et dans les faluns du célèbre site fossilifère de Campané à Sansan[réf. nécessaire] (Gers) - ce qui indique que les faluns en question ont été formées par la sédimentation d'eaux calmes voire croupies, à l'opposé de ceux du Val de Loire où l'on ne trouve pratiquement pas de fossiles de cette espèce.
Les premières mentions écrites sur la carpe remonte à environ 500 avant notre ère en Chine.
Les Romains la ramenèrent d'Asie Mineure en Grèce, Italie et Gaule, spécifiquement pour l'élevage. La carpe est citée pour la première fois dans un texte en Europe par le roi des Ostrogoths Théodoric le Grand vers 500 de notre ère : celui-ci ordonne à son secrétaire Cassiderus d'adresser aux autorités provinciales une circulaire leur enjoignant d'assurer le ravitaillement en carpes de la table royale. Au début du IXe siècle Charlemagne exigea la construction d'étangs de pisciculture sur les terres de tous ses fonctionnaires, mais ce sont surtout les moines qui ont développé la carpiculture - carême oblige, et par ailleurs, à surface égale, les étangs avaient un meilleur rendement que les terres, surtout dans les endroits peu fertiles. La carpe a été introduite en Angleterre en 1514, au Danemark en 1560 et à Saint-Pétersbourg en 1729.
De nos jours, la carpe commune vit dans les eaux douces d'Europe, d'Asie, d'Extrême-Orient et d'Amérique du Nord.
Elle a aussi été introduite en Australie dans des rivières du sud-est, où elle est considérée comme un prédateur invasif redoutable et nuisible pour les espèces indigènes. On cherche donc aujourd'hui à l'en éradiquer.

## Habitat

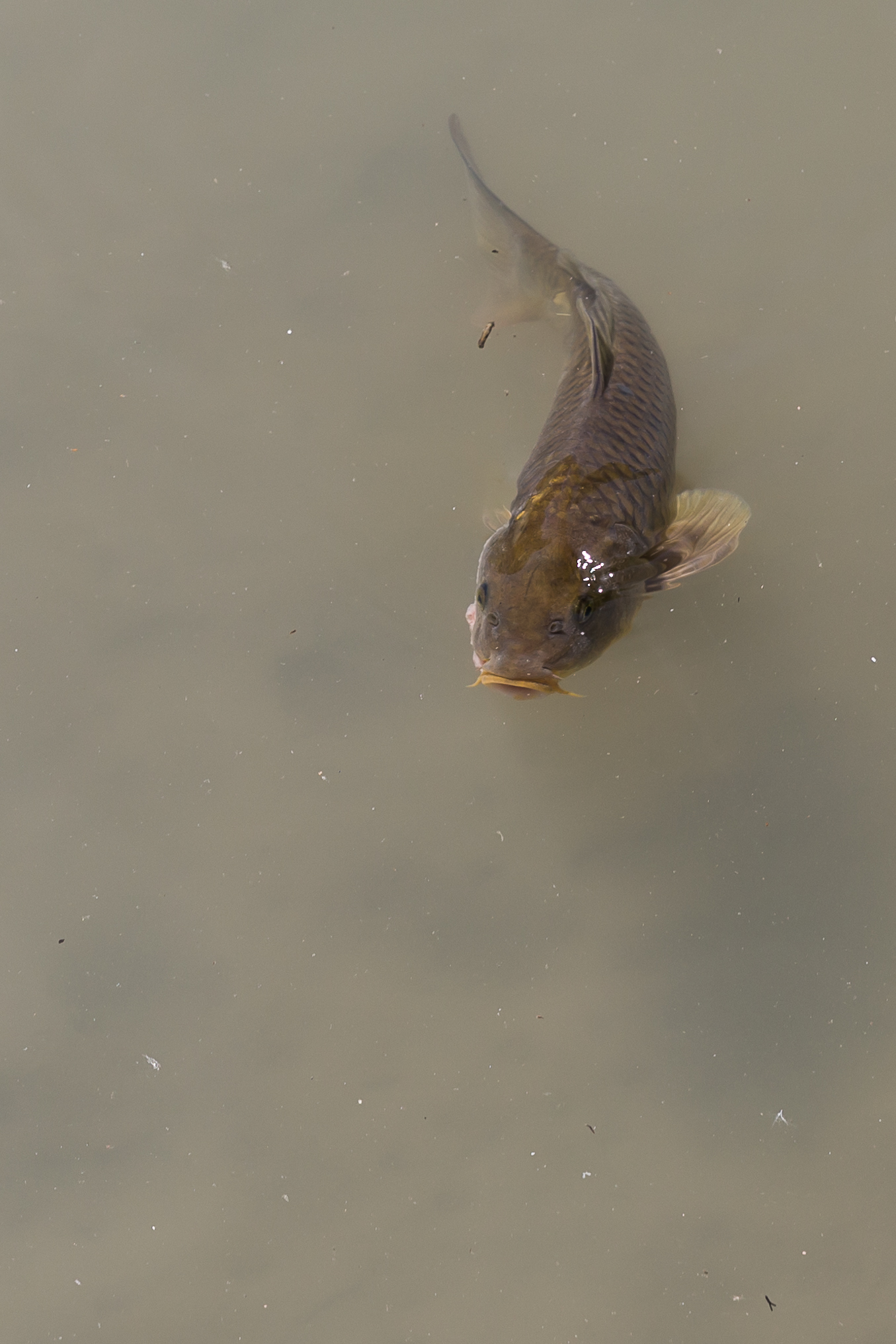
Carpe commune au ZooParc de Beauval à Saint-Aignan-sur-Cher en France

Elle vit dans les eaux à courant lent de rivières et canaux ainsi que dans les eaux stagnantes, plutôt chaudes et peu profondes de mares, étangs et lacs, dans la zone dite « zone à brème ».
La carpe commune est réputée pour affectionner les zones encombrées, les proximités de « fosses ». Les zones de confort, de tenus évoluent selon la saison, le contexte et la biocénose.
La carpe commune est un poisson rustique et omnivore qui se prête aisément à la pisciculture.

## Biologie et écologie
Plutôt active au crépuscule et la nuit, son comportement est photophobe et, comme la tanche qui partage son habitat, elle préfère les zones ombrées voire sombres. L'hiver, elle s'engourdit et est réputée capable de s'enfouir dans la vase en ralentissant fortement son activité, qui reste tout de même marquée, surtout la nuit. L'activité alimentaire des carpes est au plus bas entre décembre et février[réf. nécessaire].
Il semble que cette carpe possède des facultés d'adaptation rapide à son environnement : la présence de prédateurs ou la pression de pêche par exemple peut modifier son comportement alimentaire, ses lieux de repos et son comportement global. Ses nageoires caudales, pectorales et pelviennes sont plus développées lorsque la carpe vit en eau rapide.

### Reproduction
La carpe commune se reproduit de juin à juillet, dans les eaux peu profondes. Une température de l'eau de 17 °C semble être le stimulus qui déclenche le rassemblement des carpes et le frai, dans des eaux peu profondes où la flore aquatique est abondante.
La femelle pond plusieurs milliers d'œufs adhésifs (jusqu'à un million environ ; au moins 100 000 par kg de poids vif de femelle), parmi les plantes aquatiques, dans une eau atteignant généralement les 20°. En rivière, le hotu est un grand prédateur pour ses œufs.

### Élevage (cypriniculture)
C'est l'un des poissons les plus élevés au monde, le second en France en 2003 et le cinquième dans le monde en 2019 (4 411 900 tonnes). Son élevage est aussi appelé « carpiculture ».
Reproduction semi-naturelle : elle se pratique depuis longtemps, dans des étangs permanents ou provisoires (champs entourés de digues et inondés, dont au Bangladesh), les alevins pouvant ensuite être élevés dans des rizières où « les fèces des poissons fertilisent le riz » si ces dernières ne sont pas traitées avec des pesticides toxiques  pour les carpes.
Reproduction artificielle : elle est maitrisée et très pratiquée. On sait notamment :
- congeler ou conserver et manipuler in vitro les ovocytes de femelle[18] ou le sperme des mâles (cryoconservation)[19] ;
- utiliser l'hypophysation,  à grande échelle pour cette espèce (et d'autres carpes d'intérêt commercial[20]) ;
- produire des populations mono-sexe en élevage[21].

## Longévité
La carpe est réputée pour sa longévité, en général 15 à 20 ans, mais certains spécimens sont arrivés à 70 ans et d'autres ont été réputés centenaires.

### La carpe et la qualité de l'eau

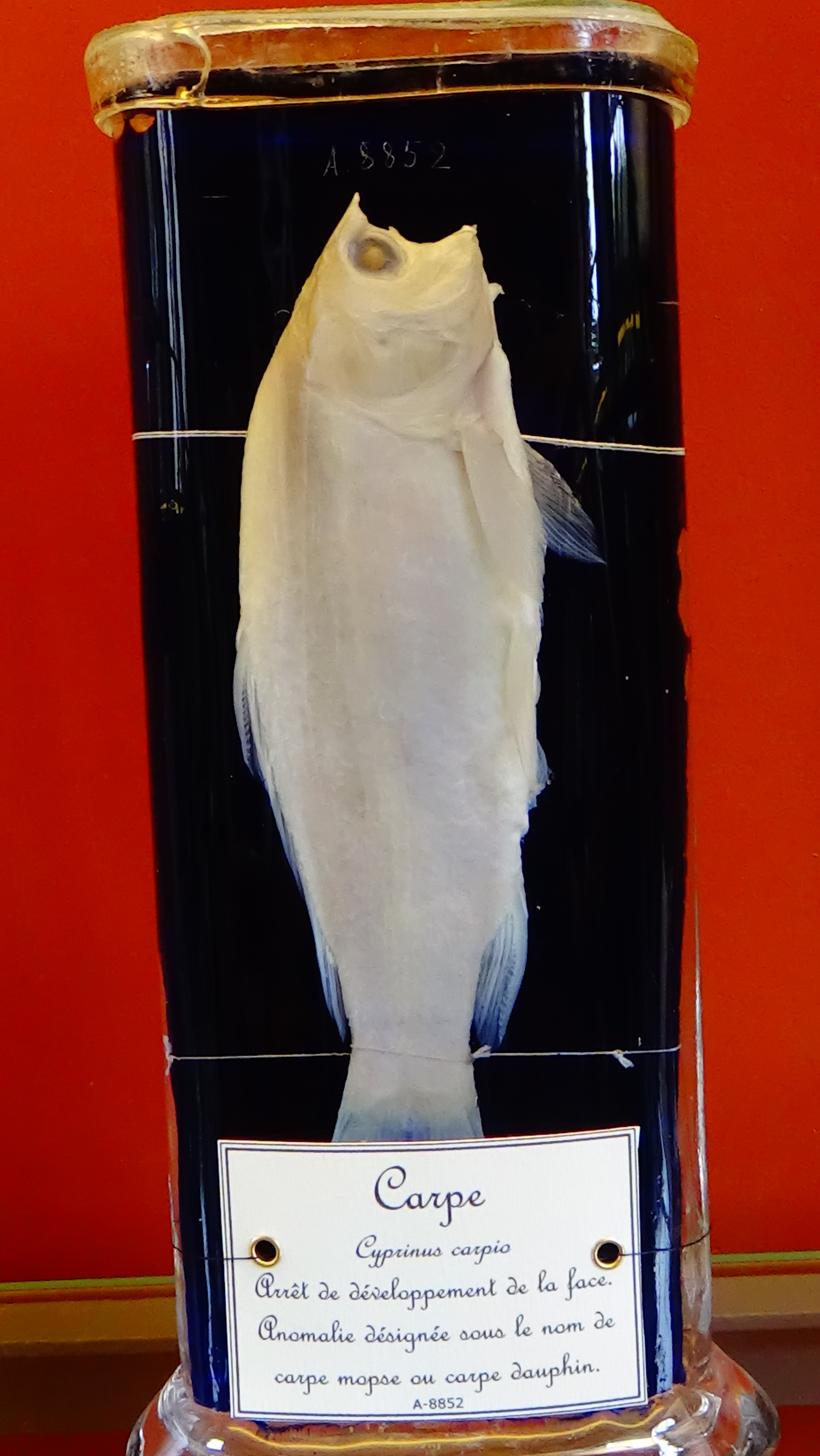
Cyprinus carpio - Carpe mopse ou Carpe dauphin - MNHN Paris

Ce poisson n'est pas considéré comme bioindicateur de qualité de l'eau ou du bon état écologique demandé par la Directive-cadre sur l'eau, d'une part parce qu'il a souvent été artificiellement introduit ou réintroduit (réempoissonnement) dans le milieu naturel, et d'autre part car c'est une espèce relativement résistante à de nombreuses formes de pollution de l'eau ainsi qu'aux toxines bactériennes telles que la microcystine émise par les cyanophycées,...  mais comme d'autres espèces aquatiques :
- la carpe mâle peut être féminisée (imposex) par la présence dans l'eau de perturbateurs endocriniens, notamment en aval des rejets de station d'épuration[25]. Le mâle voit alors son taux de testostérone diminuer et de la vitellogénine est trouvée dans ses testicules (la vitellogénine ou VTG est un biomarqueur révélant une exposition de l'organisme à un ou plusieurs œstrogènes mimétiques qui ont le même effet que des hormones féminisantes[26]). Ce phénomène peut être induit par divers produits chimiques capables de mimer les œstrogènes, ou par des résidus d'hormones contraceptives ou médicamenteuses provenant des eaux usées que les stations d'épuration ne peuvent suffisamment épurer pour ce paramètre ;
- des retardateurs de flamme bromés[27] (qui peuvent être « débromés » durant la digestion[28]) et d'autres produits d'origine humaine sont accumulés par les carpes, notamment parce qu'elles se nourrissent volontiers dans les sédiments pollués ;
- des pesticides (organophosphorés notamment)[29] ;
- la physiologie de la carpe commune peut être modifiée ou dégradée par de nombreux polluants, pour certains susceptibles d'agir à faibles doses ou à doses « sub-léthales »[30].

Son comportement benthivore (absorption de vase par la bouche et évacuation des particules fines par les ouïes après avoir filtré les particules alimentaires via les branchies) contribue à entretenir la turbidité de l'eau ; la carpe est pour cette raison considérée comme nuisible en Amérique du Nord, mais nettement moins que la Brème (deux fois moins environ) et sans relation entre la taille des poissons et le taux de sédiments mis en suspension (à biomasse totale égale). On a expérimentalement montré que le taux de sédiments en suspension  augmente de façon linéaire avec la biomasse des poissons benthivores (carpe et brème). Cet effet est moindre quand l'eau est riche en zooplancton, d'une part car le zooplancton se nourrit des algues en suspension, et d'autre part car il constitue une nourriture alternative à la nourriture benthique pour les carpes et brèmes. Ce zooplancton diminue en présence de perches (autre poisson communément présent dans le biotope des carpes). La carpe (et plus encore la brème) contribue ainsi à augmenter le taux de nutriments (carbone, phosphore total, nitrates) de l'eau et par suite celui de chlorophylle a), mais non le taux d'orthophosphates.

### Alimentation
La carpe est omnivore et se nourrit notamment de débris végétaux, de mollusques (y compris moules d'eau douce du genre anodontes) et autres invertébrés (larves d'insectes, vers et crustacés). L'écrevisse, si elle est présente, est une part importante de son régime alimentaire. C'est un poisson fouilleur des fonds et déracineur de végétaux, et à l'occasion elle s'attaque aux autres poissons ou mange leurs œufs. Elle est notamment attirée par le goût du blé, du maïs et d'autres graines.

## Taxinomie

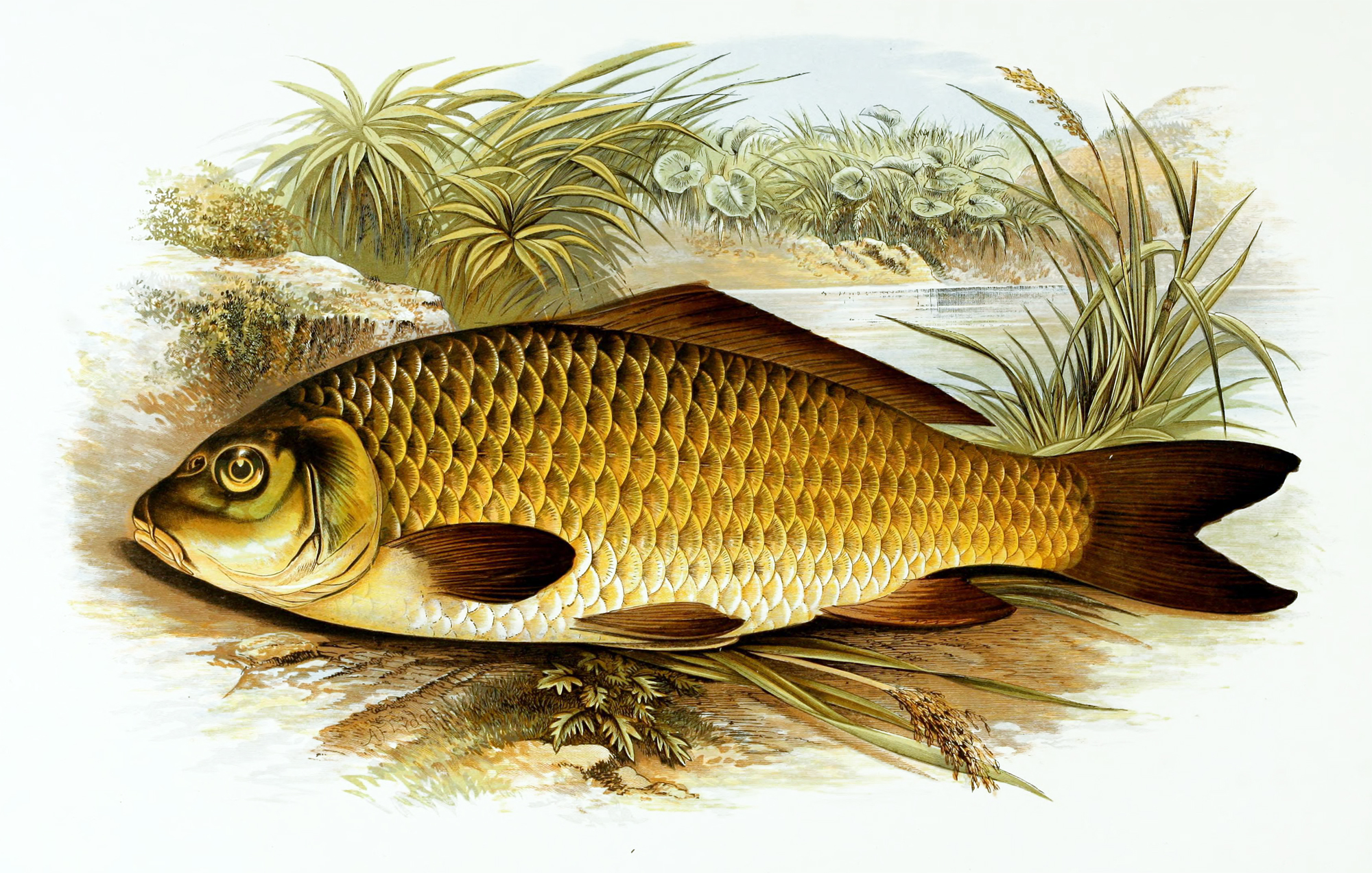
Cyprinus carpio carpio

La carpe commune compte trois sous-espèces :
- Cyprinus carpio carpio (carpe européenne), qui se trouve dans l'Est de l'Europe ;
- Cyprinus carpio haematopterus (carpe amour), originaire de l'Asie orientale ;
- Cyprinus carpio rubrofuscus, originaire d'Asie du Sud.

Elle est génétiquement proche du poisson rouge commun (Carassius auratus), avec lequel elle est capable de s'hybrider.

## Génétique, OGM

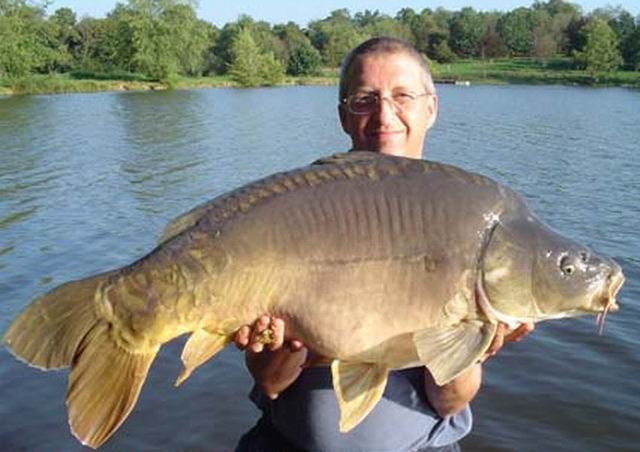
Exemple de mutant produit à partir de la carpe commune (ici pesant plus de 20 kg)

La génétique des populations et la dynamique des populations sauvages ont été brouillées par les manipulations de l'espèce par l'Homme (Cf. ombreux hybrides et individus mutants produits en piscicultures et introduits dans le milieu naturel lors du réempoissonnement, mais des marqueurs microsatellites commencent à être disponibles depuis les années 1990, qui devraient permettre de mieux comprendre l'espèce.
Le génome mitochondrial de la carpe a été séquencé (publié en 1994).
On a ainsi pu montrer (en 2004) l'existence de populations naturelles génétiquement plus ou moins adaptées ou tolérantes au froid.
Manipulations génétiques :
- Clonage : la gynogenèse est expérimentée au moins depuis les années 1980 sur cette espèce[34]. Des clones femelles homozygotes gynogénétiques de carpe commune ont par exemple pu être obtenus par manipulation d'œufs (fécondés, puis exposés à un choc thermique ; température de 40 °C durant 2 min, 28-30 min après la fécondation, puis « réactivés » par un sperme détruit par irradiation aux UV au cours de la première métaphase de la mitose, donnant 5 à 15 % d'alevins viables. Des hybrides F1 ont été produits par croisement de ces femelles avec des homozygotes mâles d'une fratrie gynogénétique. « La nature clonale de ces souches a été démontrée de manière non équivoque par l'acceptation d'allogreffes de peau échangés réciproquement », précisent (en 1991) les auteurs de ces expérimentations[35] ;
- Des carpes mâles clonées (androgenèse) peuvent aussi être obtenues par manipulation des œufs par irradiation UV et inactivation du génome féminin. Ces haploïdes androgéniques ont une survie élevée des larves 24 jours après l'éclosion (78-89 % du nombre initial). Ces clones homozygotes « sont utilisés pour générer des souches isogéniques »[36] ;
- Des carpes transgéniques ont été produites expérimentalement dès la fin des années 1980 par insertion d'un gène prélevé chez la truite arc-en-ciel, pour produire des carpes de croissance plus rapide, de même qu'une partie de leur progéniture quand on les croise avec des carpes « normales » (non-transgéniques)[37].

La diffusion dans la nature de carpes ainsi manipulées (par le réempoissonnement, la mise en communication de bassins versants différents par le réseau des canaux ou les eaux de ballast, etc.), de même que les transferts géographiques à grande distance de souches locales sauvages (ou non), peuvent interférer avec la dynamique des populations des carpes communes sauvages : perte de biodiversité spécifique ou fonctionnelle, pollution génétique et risque de diffusion de pathogènes qui trouvent un contexte favorable dans la promiscuité qui prévaut dans les piscicultures et élevages.

## Noms vernaculaires

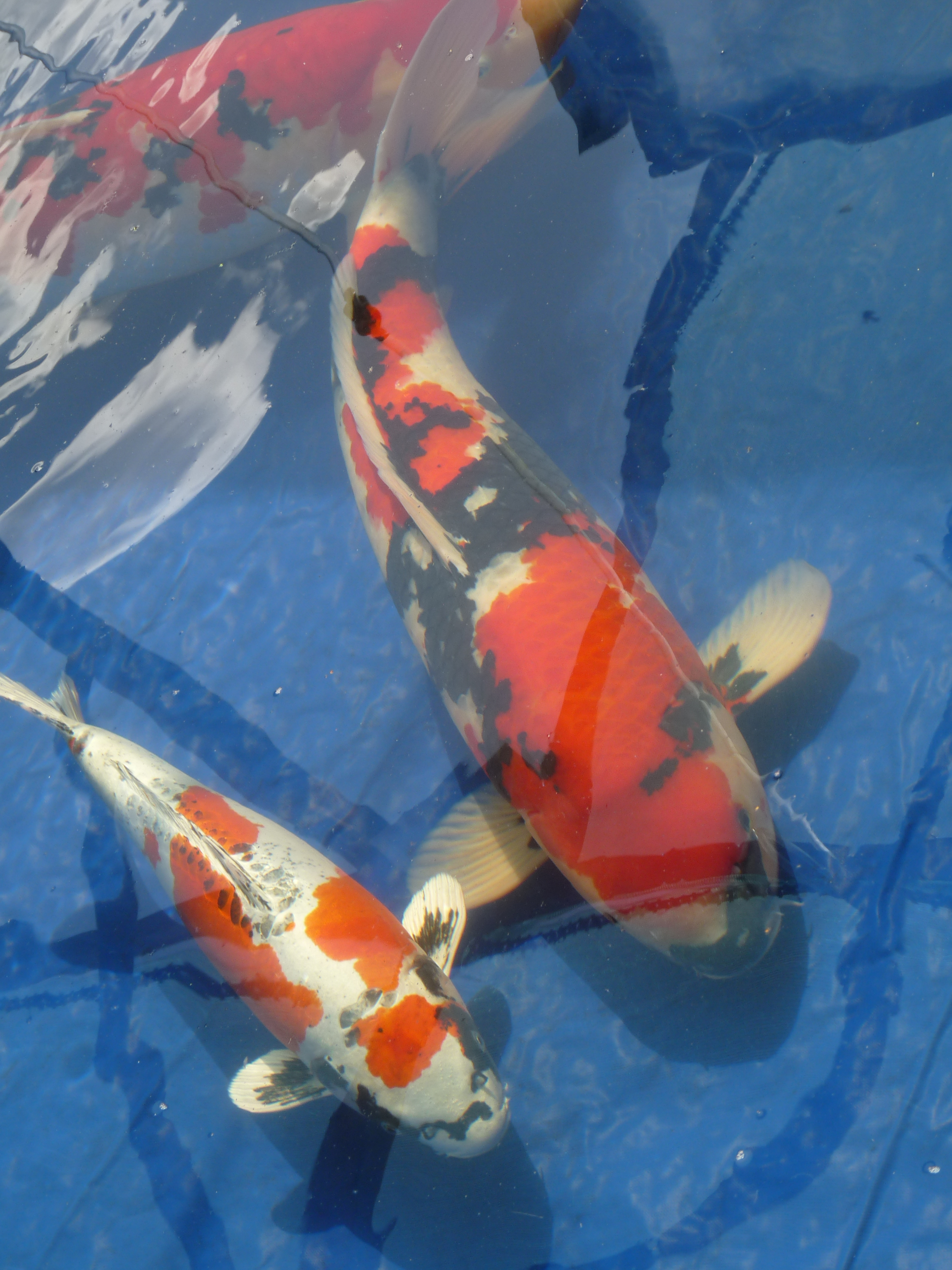
Carpes Koï dans un bassin

- la Carpe commune (écaillée) - Cyprinus carpio
- Carpe miroir, avec quelques écailles - Cyprinus carpio carpio
- Carpe cuir, sans écaille - Cyprinus carpio carpio
- Carpe Koï, bariolées - Cyprinus carpio carpio, variété d'élevage, considérée comme domestique en France.

Selon les régions elle est appelée aussi carpat, carpeau, carpo ou encore escarpo, feuille, flusskarpfen, karpenn, kerpaille ou kerpe.
Le petit de la carpe porte différents noms selon son âge : les feuilles ou seilles sont de l'année et ont vu un été, soit une période de grosse croissance (ils mesurent environ 10 cm pour 20 g) ; les nourrains ou pénards sont de l'année précédente, ayant vu deux étés. Les carpeaux ou carpillons pèsent environ 1 kg et ont vu à peu près trois étés.

## Risques sanitaires et écotoxicologiques
Parce que s'alimentant volontiers dans le sédiment et étant susceptible de vivre longtemps dans une eau polluée, la carpe fait partie des poissons reconnus bioaccumulateurs.
En raison de sa propension à bioconcentrer les métaux lourds dans plusieurs organes (où les métaux sont fixés par une famille de protéines dites métalloprotéines, avec des variations saisonnières de teneurs), certains métalloïdes ou des polluants peu biodégradables tels que les PCB, furanes ou dioxines, ce poisson peut dans certains milieux aquatiques pollués être durablement ou provisoirement interdit de pêche, de détention et de toute commercialisation. Dans les branchies et le foie, les métaux les plus accumulés sont par ordre décroissant d'importance : Cd > Pb > Ni > Cr, et Pb > Cd > Ni > Cr... alors que pour les reins et  la chair de la carpe, la série  est Pb > Cd > Cr > Ni et Pb > Cr > Cd > Ni.

## Maladies
Les carpes mâles peuvent se féminiser au contact de certains polluants (4- tert-pentylphenol par exemple).
Et comme tous les poissons, les carpes, notamment dans les piscicultures peuvent être affectées par des épidémies et maladies dues à des parasites, des infections bactériennes ou virales,. Une nouvelle infection virale a été découverte chez les pisciculteurs élevant des carpes, notamment en Corée et en Israël où cette maladie fait des dégâts importants depuis 1998. Des vaccins spéciaux ont été développés pour les pisciculteurs et éleveurs de carpes Koï.
Comme d'autres poissons elles peuvent  être intoxiquées, éventuellement mortellement, par des pesticides chimiques ou d'origine naturelle (ex : esters de phorbol tirés de l'huile de jatropha pour  lutter contre certains insectes et mollusques dits nuisibles en agriculture).
Des mortalités brutales et/ou massives sont parfois observées dans le milieu naturel, par exemple dans le Saint-Laurent en été-automne 2001.

## Invasivité
Des pullulations chroniques ont en Australie un coût estimé à environ 500 millions $ australiens par an vers 2015. L'espèce qui y a été introduite en 1859 s'y montre invasive depuis les années 1960, surtout dans le sud-est du pays .
La carpe représentait en 2016 en Australie du sud-est 80 % à 90 % de la biomasse en poissons dans le bassin Murray-Darling, le plus grand bassin hydrographique qui couvre un septième de la surface de ce continent). 
Le gouvernement australien et le ministère de l'agriculture ont proposé en 2016 d'autoriser la diffusion dans l'environnement - durant plusieurs années - d’une souche sélectionnée du virus de l’herpes, pour réduire la population de carpes. Cette souche (Cyprinid herpesvirus ; ou  CyHV-3 aussi dite « carp herpesvirus » par les anglophones) est hautement pathogène pour cette carpe et serait bénigne pour les autres espèces de poissons (et les amphibiens, volaille…) selon le CSIRO après 7 ans d’études sur le sujet. Cette souche attaque à la fois les reins, la peau et les branchies de la carpe commune. 15 millions $ sont prévus pour financer  un plan national de contrôle de la carpe « National Carp Control Plan » (dénommée « Carpageddon » par le journal New Scientist) qui devrait débuter avant la fin 2018, et après une phase de consultation du public concerné. Ce budget servira aussi à nettoyer les millions de tonnes de cadavres de carpes qui seront victimes du virus. Cependant, 20 à 30 % des carpes vivantes devraient survivre dans le Bassin Murray-Darling et les chercheurs s’attendent à l’apparition de résistances après 2 ou 4 ans de traitement. 
Les auteurs du projet estiment que les risques écoépidémioogiques et épidémiologiques (pour l’homme) sont faibles car 
1)  le herpesvirus 3 des cyprinidés ne semble pas avoir causé d’effets indésirables chez les éleveurs de carpes de Chine ou du Vietnam, où de nombreuses populations de carpes indigènes ont été infectées depuis que le virus y est apparu à la fin des années 1990. 
2) c’est un virus à ADN qui mute ou se recombine moins facilement que les virus à ARN (comme Ebola ou la grippe) .

## Symbolique
Dans la culture chinoise, la carpe qui toujours tente de remonter le courant des fleuves, représente la persévérance mais aussi la réussite sur le plan social et aux examens. En particulier, les salles d'étude des garçons dans les maisons chinoises et japonaises ont été décorées pendant des siècles d'une peinture de carpe. Dans la culture japonaise, la carpe est un symbole de fertilité.
Dans les expressions courantes on trouve « muet comme une carpe », « saut de carpe ». Elle a donné son nom à un outil : la langue-de-carpe, utilisé par plusieurs corps de métiers passés et présents (dentistes, menuisiers-charpentiers, arquebusiers...) ; et à un champignon, le meunier.